# Бакшиш Сінґг
Бакшиш Сінґг (14 червня 1928 — 21 вересня 1970) — індійський хокеїст на траві.
Олімпійський чемпіон 1956 року.
Срібний призер Азійських ігор 1958 року.